# LGV Wenzhou - Fuzhou
La ligne Wenzhou–Fuzhou (chinois simplifié : 温福铁路 ; chinois traditionnel : 温廈鐵路 ; pinyin : wēnfú tiělù) est une ligne de chemin de fer reliant les villes de Wenzhou (gare de Wenzhou-Sud), dans la province du Zhejiang à Fuzhou (gare de Fuzhou dans la province du Fujian, en Chine.
La ligne est une ligne à grande vitesse à double voie électrifiée. La ligne longue de 298,4 km a été ouverte le 28 septembre 2009, sa construction ayant démarré en 2005. La ligne est le résultat d'un investissement de 12,66 milliard de ¥.